# Lispocephala tridentata
Lispocephala tridentata este o specie de muște din genul Lispocephala, familia Muscidae, descrisă de Hardy în anul 1981. Conform Catalogue of Life specia Lispocephala tridentata nu are subspecii cunoscute.